# Diémoz
Diémoz är en kommun i departementet Isère i regionen Auvergne-Rhône-Alpes i sydöstra Frankrike. Kommunen ligger i kantonen Heyrieux som tillhör arrondissementet Vienne. År 2022 hade Diémoz 2 915 invånare.

## Befolkningsutveckling
Antalet invånare i kommunen Diémoz
Referens:INSEE